# Megachile luteociliata
Megachile luteociliata är en biart som beskrevs av Pasteels 1965. Megachile luteociliata ingår i släktet tapetserarbin, och familjen buksamlarbin. Inga underarter finns listade i Catalogue of Life.